# Angelita Feijó
Angelita da Silva Feijó (Camaquã, 15 de setembro de 1968) é uma atriz, apresentadora e ex-modelo brasileira.

## Biografia
Gaúcha de Camaquã, a 100 quilômetros de Porto Alegre, Angelita viveu na cidade até os 17 anos com os pais, a dona-de-casa Nadir e o corretor de imóveis Francisco Feijó, e dois irmãos mais velhos, Marcos e Sérgio. Na época, Angelita fazia pré-vestibular para cursar Direito. Mas largou os estudos para ir para o Rio de Janeiro.

## Carreira
Começou a carreira em 1985, aos dezessete anos, quando venceu o concurso de Miss Fernando de Noronha e representou o então território federal – que na época era considerado autônomo – no Miss Brasil 1986, ficando entre as 15 finalistas. Seguiu a partir de então a carreira de modelo, sendo contratada pela Ford Models e desfilando por importantes grifes dentro e fora do Brasil. Em 1999 comandou reportagens para o Bola na Rede ao lado de Juca Kfouri da RedeTV!. Depois de sair da RedeTV!, foi contratada pela Rede Bandeirantes para apresentar com Fernando Vannucci e Silvia Vinhas o Show do Esporte. Em 2003 apresentou a revista eletrônica de moda e comportamento Tá na Moda na Rede 21. Angelita Feijó também participou do Teleton no SBT em 2000 e 2006.
Na televisão ela estreou como atriz numa participação em O Dono do Mundo em 1992. Angelita Feijó foi convidada pela Rede Globo para fazer um teste para a telenovela Terra Nostra, mas teve que deixar a proposta pois já estava contratada pela RedeTV!. Ela também rejeitaria o papel de Laura em O Clone. Em 2001 fez a personagem Hudeny em As Filhas da Mãe. Em 2006 atuou na trama Belíssima como a secretária Yvete. Ainda faria participações em Carga Pesada, Casos e Acasos, e Zorra Total. Em junho de 2006 foi capa da revista masculina Playboy.

## Vida pessoal
Angelita possui duas filhas, Maria Antônia Feijó, e Maria Vittória.

## Filmografia

### Televisão
| Ano     | Título           | Personagem / Cargo | Notas                          | Emissora          |
| ------- | ---------------- | ------------------ | ------------------------------ | ----------------- |
| 1992    | O Dono do Mundo  | Regininha          | Episódio: "4 de janeiro"       | Rede Globo        |
| 1999–01 | Bola na Rede     | Apresentadora      |                                | RedeTV!           |
| 2001    | As Filhas da Mãe | Hudeny             | Episódio: "18 de junho"        | Rede Globo        |
| 2002–03 | Show do Esporte  | Apresentadora      |                                | Rede Bandeirantes |
| 2003–05 | Tá na Moda       | Apresentadora      |                                | Rede 21           |
| 2005    | Belíssima        | Yvete Barroso      |                                | Rede Globo        |
| 2007    | Carga Pesada     | Lucila             | Episódio: "O Milagre"          | Rede Globo        |
| 2007    | Circo do Faustão | Participante       | Temporada 1                    | Rede Globo        |
| 2007    | Eterna Magia     | Loren              | Episódio: "2 de novembro"      | Rede Globo        |
| 2008    | Casos e Acasos   | Maria Helena       | Episódio: "O Desejo Escondido" | Rede Globo        |